# Списък с филмите на „Уолт Дисни Студиос“ (1980 – 1989)
Това е списък с филмите, продуцирани и разпространени от американското филмово студио Уолт Дисни Студиос – едно от разпределенията на Уолт Дисни Къмпани и едно от големите пет филмови студия – през периода 1980 – 1989 г.
| Премиера             | Заглавие                              | Студиен етикет          | Копродукция с                                                                                        |
| -------------------- | ------------------------------------- | ----------------------- | --- |
| 8 февруари 1980 г.   | Среднощна лудница                     | Walt Disney Productions | |
| 17 април 1980 г.     | Наблюдателят в горите                 | Walt Disney Productions | |
| 25 юни 1980 г.       | Хърби пощурява                        | Walt Disney Productions | |
| 25 юни 1980 г.       | Последният полет на Ноевия ковчег     | Walt Disney Productions | |
| 12 декември 1980 г.  | Попай                                 | Walt Disney Productions | Paramount Pictures Robert Evans Productions King Features Entertainment международно разпространение |
| 6 март 1981 г.       | Дяволът и Макс Девлин                 | Walt Disney Productions | |
| 20 март 1981 г.      | Ейми                                  | Walt Disney Productions | |
| 26 юни 1981 г.       | Убиецът на дракони                    | Walt Disney Productions | Paramount Pictures международно разпространение                                                      |
| 10 юли 1981 г.       | Лисицата и хрътката                   | Walt Disney Productions | |
| 7 август 1981 г.     | Кондормен                             | Walt Disney Productions | |
| 5 февруари 1982 г.   | Нощното пресичане                     | Walt Disney Productions | |
| 9 юли 1982 г.        | Трон                                  | Walt Disney Productions | Lisberger-Kushner Productions                                                                        |
| 30 юли 1982 г.       | Текс                                  | Walt Disney Productions | |
| 11 март 1983 г.      | Плащ                                  | Walt Disney Productions | |
| 29 април 1983 г.     | Нещо зло се задава                    | Walt Disney Productions | The Bryna Company                                                                                    |
| 7 октомври 1983 г.   | Не плачи, вълко!                      | Walt Disney Productions | Amarok Productions Ltd.                                                                              |
| 4 ноември 1983 г.    | Running Brave                         | Walt Disney Productions | Englander Productions                                                                                |
| 9 март 1984 г.       | Плясък                                | Touchstone Films        | |
| 28 септември 1984 г. | Държавата                             | Touchstone Films        | Far West Productions Pangaea Corporation                                                             |
| 22 март 1985 г.      | Бебето: Тайната на изгубената легенда | Touchstone Films        | Silver Screen Partners II                                                                            |
| 21 юни 1985 г.       | Завръщане в Оз                        | Walt Disney Pictures    | Silver Screen Partners II                                                                            |
| 26 юли 1985 г.       | Черният казан                         | Walt Disney Pictures    | Walt Disney Feature Animation Silver Screen Partners II                                              |
| 9 август 1985 г.     | Моят научен проект                    | Touchstone Films        | Silver Screen Partners II                                                                            |
| 27 септември 1985 г. | Пътешествието на Нати Ган             | Walt Disney Pictures    | Silver Screen Partners II                                                                            |
| 22 ноември 1985 г.   | Една вълшебна Коледа                  | Walt Disney Pictures    | Silver Screen Partners II Telefilm Canada                                                            |
| 31 януари 1986 г.    | Паника в Бевърли Хилс                 | Touchstone Films        | Silver Screen Partners II                                                                            |
| 11 април 1986 г.     | Off Beat                              | Touchstone Films        | Silver Screen Partners II                                                                            |
| 27 юни 1986 г.       | Безмилостни хора                      | Touchstone Films        | Silver Screen Partners II                                                                            |
| 2 юли 1986 г.        | Базил, великият мишок детектив        | Walt Disney Pictures    | Walt Disney Feature Animation Silver Screen Partners II                                              |
| 30 юли 1986 г.       | Полетът на навигатора                 | Walt Disney Pictures    | Producers Sales Organization New Star Entertainment                                                  |
| 3 октомври 1986 г.   | Опасни типове                         | Touchstone Pictures     | Silver Screen Partners II The Bryna Company                                                          |
| 8 октомври 1986 г.   | Цветът на парите                      | Touchstone Pictures     | Silver Screen Partners II                                                                            |
| 30 януари 1987 г.    | Щур късмет                            | Touchstone Pictures     | Silver Screen Partners II Interscope Communications                                                  |
| 6 март 1987 г.       | Тенекеджиите                          | Touchstone Pictures     | Silver Screen Partners II Interscope Communications                                                  |
| 22 май 1987 г.       | Ърнест отива в лагера                 | Touchstone Pictures     | Silver Screen Partners II Emshell Producers                                                          |
| 17 юни 1987 г.       | В търсене на Бенджи                   | Walt Disney Pictures    | Silver Screen Partners III                                                                           |
| 1 юли 1987 г.        | Приключенията на бавачката            | Touchstone Pictures     | Rose Productions Silver Screen Partners III                                                          |
| 5 август 1987 г.     | В засада                              | Touchstone Pictures     | Silver Screen Partners II                                                                            |
| 14 август 1987 г.    | Любовта не се купува                  | Touchstone Pictures     | Silver Screen Partners III Apollo Pictures The Mount Company                                         |
| 6 ноември 1987 г.    | Здравей отново                        | Touchstone Pictures     | Silver Screen Partners III                                                                           |
| 25 ноември 1987 г.   | Трима мъже и едно бебе                | Touchstone Pictures     | Silver Screen Partners III Interscope Communications                                                 |
| 25 декември 1987 г.  | Добро утро, Виетнам                   | Touchstone Pictures     | Silver Screen Partners III                                                                           |
| 12 февруари 1988 г.  | Стреляй, за да убиеш                  | Touchstone Pictures     | Silver Screen Partners III Century Park Pictures                                                     |
| 18 март 1988 г.      | Жив или мъртъв                        | Touchstone Pictures     | Silver Screen Partners                                                                               |
| 15 април 1988 г.     | Завръщане към снежната река           | Walt Disney Pictures    | Silver Screen Partners III Burrowes Film Group The Hoyts Group                                       |
| 10 юни 1988 г.       | Големият бизнес                       | Touchstone Pictures     | Silver Screen Partners III                                                                           |
| 22 юни 1988 г.       | Кой натопи заека Роджър               | Touchstone Pictures     | Amblin Entertainment Walt Disney Feature Animation Silver Screen Partners III                        |
| 29 юни 1988 г.       | Коктейл                               | Touchstone Pictures     | Silver Screen Partners III Interscope Communications                                                 |
| 5 август 1988 г.     | Спасяването                           | Touchstone Pictures     | Silver Screen Partners III                                                                           |
| 30 септември 1988 г. | Хотелът на разбитите сърца            | Touchstone Pictures     | 1492 Pictures Silver Screen Partners III                                                             |
| 4 ноември 1988 г.    | Добрата майка                         | Touchstone Pictures     | Silver Screen Partners III                                                                           |
| 11 ноември 1988 г.   | Ърнест спасява Коледа                 | Touchstone Pictures     | Silver Screen Partners III Emshell Producers Group                                                   |
| 18 ноември 1988 г.   | Оливър и компания                     | Walt Disney Pictures    | Walt Disney Feature Animation Silver Screen Partners III                                             |
| 21 декември 1988 г.  | Плажове                               | Touchstone Pictures     | Silver Screen Partners IV All Girl Productions                                                       |
| 27 януари 1989 г.    | Тримата бегълци                       | Touchstone Pictures     | Silver Screen Partners IV                                                                            |
| 10 март 1989 г.      | Нюйоркски истории                     | Touchstone Pictures     | Silver Screen Partners IV American Zoetrope                                                          |
| 14 април 1989 г.     | Неорганизирана престъпност            | Touchstone Pictures     | Silver Screen Partners IV Kouf/Bigelow Productions                                                   |
| 9 юни 1989 г.        | Обществото на мъртвите поети          | Touchstone Pictures     | Silver Screen Partners IV                                                                            |
| 23 юни 1989 г.       | Скъпа, смалих децата                  | Walt Disney Pictures    | Silver Screen Partners III                                                                           |
| 28 юни 1989 г.       | Търнър и Хуч                          | Touchstone Pictures     | Silver Screen Partners IV All Girl Productions                                                       |
| 18 август 1989 г.    | Гепардът                              | Walt Disney Pictures    | Silver Screen Partners III                                                                           |
| 6 октомври 1989 г.   | Невинен човек                         | Touchstone Pictures     | Interscope Communications                                                                            |
| 20 октомври 1989 г.  | Gross Anatomy                         | Touchstone Pictures     | Silver Screen Partners IV Sandollar Productions Hill/Roseman                                         |
| 17 ноември 1989 г.   | Малката русалка                       | Walt Disney Pictures    | Walt Disney Feature Animation Silver Screen Partners IV                                              |
| 13 декември 1989 г.  | Блейз                                 | Touchstone Pictures     | Silver Screen Partners IV A&M Films                                                                  |